# Carme Valls i Llobet
Carme Valls i Llobet (Barcelona, 21 de maig de 1945) és una política i metgessa catalana, especialitzada en endocrinologia i perspectiva de gènere i diputada al Parlament de Catalunya en la V i VI legislatures. El 2020 va rebre la Creu de Sant Jordi.

## Biografia
Llicenciada en medicina per la Universitat de Barcelona, de 1962 a 1968 fou delegada del seu curs, escollida democràticament, i el 1966 participà en la fundació del Sindicat Democràtic d'Estudiants de la Universitat de Barcelona, acte conegut com la Caputxinada.
Des del 1983 és membre de l'ONG Centre d'Anàlisis i Programes Sanitaris, que té com a objectiu investigar i posar en evidència les diferències de gènere en la salut i en els serveis sanitaris i proporcionar a les dones l'accés a la informació i als recursos per tal de millorar la seva qualitat de vida. Ha estat professora a la Universitat de Barcelona de l'assignatura Dones i homes: epidemiologia de les diferències.
Fou presidenta de la Fundació Catalunya Segle XXI i diputada al Parlament de Catalunya pel PSC-Ciutadans pel Canvi a les eleccions al Parlament de Catalunya de 1999 i 2003. És autora de diversos llibres de divulgació mèdica.
L'any 2018 va obtenir el Premi Bones Pràctiques de Comunicació no Sexista que atorga l'Associació de Dones Periodistes de Catalunya, per la qualitat en la recerca i la divulgació sobre la salut de les dones.

## Obres
És autora de vuit llibres, entre els quals hi ha:
- Davant una edat difícil: psicologia i biologia de l'adolescent (1992), amb Joan Corbella i Roig
- Dones i homes: salut i diferències (1994)
- Primeros auxilios (1996)
- No se deje amargar la vida: evitar el cansancio crónico y el dolor de cabeza (1996)
- Exercici i salut: com mantenir-se en forma amb l'exercici físic (1997)
- Mujeres, salud y poder (2009)
- Medio ambiente y salud (2018) Editorial Cátedra. Colección feminismos
- Mujeres invisibles para la medicina (Capitán Swing, 2020)[1]

## Premis i reconeixements
- 2018 Premi Bones Pràctiques de Comunicació no sexista, atorgat per l'Associació de Dones Periodistes de Catalunya.[5]
- 2019 Medalla de la Universitat de València.[6]
- 2023 Doctora honoris causa per la Universitat de Girona.[7]